# Красногвардейский (Рязанская область)
Красногвардейский — посёлок в Шиловском районе Рязанской области в составе Мосоловского сельского поселения.

## Географическое положение
Поселок Красногвардейский расположен на Окско-Донской равнине у небольшого пруда, в 24 км к юго-западу от пгт Шилово. Расстояние от посёлка до районного центра Шилово по автодороге — 33 км.
К востоку от посёлка расположен Лес Верновский (урочище Заповедник), к западу — река Непложа. Ближайшие населённые пункты — село Мосолово, деревня Мышкар и поселок Ямской.

## Население
| 2010 |
| ---- |
| 61   |

## Происхождение названия
По мнению рязанских краеведов А. В. Бабурина и А. А. Никольского название посёлка относится к идеологическим топонимам советского времени (срав.: красногвардеец — боец Красной Гвардии).

## История
Посёлок был основан в начале XX в. капиталистыми крестьянами (кулаками) Карташевыми на собственных землях как выселки из села Мосолово. В Мосолово Карташевы имели обширный дом и пекарню, но основой их благосостояния был кулечно-рогожный промысел. Поселив на землях к югу от села своих работников, они стали основателями посёлка, получившего название Карташевка.
В эпоху коллективизации жители посёлка стали работниками совхоза имени М. Горького, вследствие чего поселение было переименовано в Посёлок второго отделения совхоза имени М. Горького, а Указом Верховного Совета РСФСР от 10 января 1966 г. ему было дано наименование посёлок Красногвардейский.